# Alphonse Louis Nicolas Borrelly
| Odkryte planetoidy: 18 | Odkryte planetoidy: 18 |
| ---------------------- | ---------------------- |
| (99) Dike              | 28 maja 1868           |
| (110) Lydia            | 19 kwietnia 1870       |
| (117) Lomia            | 12 września 1871       |
| (120) Lachesis         | 10 kwietnia 1872       |
| (146) Lucina           | 8 czerwca 1875         |
| (157) Dejanira         | 1 grudnia 1875         |
| (171) Ophelia          | 13 stycznia 1877       |
| (172) Baucis           | 5 lutego 1877          |
| (173) Ino              | 1 lipca 1877           |
| (198) Ampella          | 13 czerwca 1879        |
| (233) Asterope         | 11 maja 1883           |
| (240) Vanadis          | 27 sierpnia 1884       |
| (246) Asporina         | 6 marca 1885           |
| (268) Adorea           | 8 czerwca 1887         |
| (308) Polyxo           | 31 marca 1891          |
| (322) Phaeo            | 27 listopada 1891      |
| (369) Aëria            | 4 lipca 1893           |
| (394) Arduina          | 19 listopada 1894      |

Alphonse Louis Nicolas Borrelly (ur. 8 grudnia 1842, zm. 28 lutego 1926) – francuski astronom, odkrywca osiemnastu planetoid oraz wielu komet, w tym okresowej 19P/Borrelly.
Jego imieniem nazwano planetoidę (1539) Borrelly.
W 1913 roku przyznano mu nagrodę Prix Jules-Janssen.